# Montiel (Comarca)
Die Comarca Montiel ist eine der sieben Comarcas in der Provinz Ciudad Real der autonomen Gemeinschaft Kastilien-La Mancha.
Sie umfasst 18 Gemeinden auf einer Fläche von 2.812,32 km² mit dem Hauptort Villanueva de los Infantes.

## Gemeinden
| Gemeinde                   | Einwohner (2024) | Fläche km² | Dichte Einw./km² | Cod INE | Postleitzahl |
| -------------------------- | ---------------- | ---------- | ---------------- | ------- | ------------ |
| Albaladejo                 | 1.003            | 48,94      | 20               | 13004   | 13340        |
| Alcubillas                 | 418              | 47,46      | 9                | 13008   | 13391        |
| Alhambra                   | 969              | 580,25     | 2                | 13010   | 13248        |
| Almedina                   | 482              | 55,90      | 9                | 13014   | 13328        |
| Carrizosa                  | 1.106            | 26,04      | 42               | 13032   | 13329        |
| Castellar de Santiago      | 1.762            | 95,50      | 18               | 13033   | 13750        |
| Cózar                      | 899              | 64,99      | 14               | 13037   | 13345        |
| Fuenllana                  | 200              | 59,96      | 3                | 13043   | 13333        |
| Montiel                    | 1.197            | 271,29     | 4                | 13057   | 13326        |
| Puebla del Príncipe        | 647              | 33,97      | 19               | 13069   | 13342        |
| San Carlos del Valle       | 1.071            | 57,88      | 19               | 13074   | 13247        |
| Santa Cruz de los Cáñamos  | 471              | 17,72      | 27               | 13076   | 13327        |
| Terrinches                 | 586              | 55,52      | 11               | 13081   | 13341        |
| Torre de Juan Abad         | 944              | 399,73     | 2                | 13084   | 13344        |
| Villahermosa               | 1.709            | 363,01     | 5                | 13089   | 13332        |
| Villamanrique              | 1.072            | 370,00     | 3                | 13090   | 13343        |
| Villanueva de la Fuente    | 1.883            | 129,10     | 15               | 13092   | 13330        |
| Villanueva de los Infantes | 4.785            | 135,06     | 35               | 13093   | 13320        |
| Comarca Montiel            | 21.204           | 2.812,32   | 8                | –       | –            |